# Kleine burgemeester
De kleine burgemeester (Larus glaucoides) is een soort meeuw.

## Kenmerken
De vogel lijkt sterk op de grote burgemeester maar is, zoals de naam al doet vermoeden, kleiner en minder zwaar gebouwd. Verder heeft deze soort een kleinere snavel met een rode vlek, grotere en donkerder ogen en een rondere kop. De lichaamslengte bedraagt ongeveer 56 cm.

## Leefwijze
Ze eten voornamelijk vis, maar ook graan, bessen, jonge vogeltjes en eieren staan op het menu. Verder zijn ze ook aaseters.

## Verspreiding en leefgebied
De kleine burgemeester broedt alleen in Groenland en arctisch Canada. Overwinteren doen ze in kleinen getale in noordelijk Scandinavië, IJsland en het Verenigd Koninkrijk. In de rest van Europa worden ze heel zeldzaam waargenomen.
De soort telt drie ondersoorten:
- L. g. glaucoides: (Kleine burgemeester) zuidelijk en westelijk Groenland.
- L. g. kumlieni: (Kumliens meeuw) noordoostelijk Canada.
- L. g. thayeri (Thayers meeuw) arctisch Canada en westkust van Noord-Amerika.

## Voorkomen in Nederland
De kleine burgemeester (L. g. glaucoides) is schaars tot zeldzaam aan de Noord-Atlantische kusten en wordt regelmatig langs de Nederlandse kust gezien. Tot 1998 waren er in totaal 90 bevestigde waarnemingen, sindsdien wordt het niet meer bijgehouden. Kumliens meeuw (L. g. kumlieni) is een hele zeldzame dwaalgast die tussen 2005 en 2020 in totaal vier keer is gezien langs de Nederlandse kust.